# Sanaa (geslacht)
Sanaa is een geslacht van rechtvleugeligen uit de familie sabelsprinkhanen (Tettigoniidae). De wetenschappelijke naam van dit geslacht is voor het eerst geldig gepubliceerd in 1870 door Walker.

## Soorten
Het geslacht Sanaa omvat de volgende soorten:
- Sanaa imperialis White, 1846
- Sanaa intermedia Beier, 1944
- Sanaa regalis Brunner von Wattenwyl, 1895